# Meni Rufus
Meni Rufus (llatí: Menius Rufus; grec antic: Μήνιος Ῥοῦφος) fou un metge romà que va viure al segle i aC o una mica abans.
L'esmenta principalment Asclepíades Farmació, segons diu Galè. Segurament també és el mateix metge que Andròmac cita amb el nom únicament de Rufus. I probablement, si la data en què va viure Rufus Efesi és correcta, seria el Rufus reconegut com a bon metge per Damòcrates.